# Salesh Kumar
Salesh Kumar (28 juli 1981) is een voormalige Fijisch voetballer die bij voorkeur als middenvelder speelt.
Op 17 oktober 2007 in de thuiswedstrijd tegen Nieuw-Zeeland maakte Kumar zijn debuut voor het voetbalelftal van Fiji. Hij begon in de basis en hij speelde de gehele wedstrijd mee. De wedstrijd ging verloren met 0-2. Hij heeft 13 wedstrijden gespeeld en 1 doelpunt gescoord voor zijn nationale ploeg. Hij zat in de selectie die deed mee aan het voetbaltoernooi op Oceanisch kampioenschap in 2008. 
Kumar beëindigde zijn voetbalcarrière in 2013.

## Privé
Salesh Kumar broer is ook voetballer Ronil Kumar. 